# H–3 Sea King
A H–3 Sea King (gyári típusjelzése S–61, eredeti típusjelzése HSS–2) kéthajtóműves többcélú közepes helikopter, melyet eredetileg tengeralattjáró-vadászatra fejlesztett ki a Sikorsky Aircraft az Amerikai Haditengerészet részére az 1950-es években, majd licencben gyártották Japánban, Olaszországban és az Egyesült Királyságban is. A maga idejében elterjedt helikopter volt, melyet napjainkra már a legtöbb alkalmazó kivont a hadrendből, az Egyesült Államokban és Japánban az SH–60 Seahawk, az Egyesült Királyságban az EH101 Merlin, néhány más országban az NH–90 váltotta fel. Polgári változatai az S–61L és S–61R

## Története

### Kezdetek
A hidegháború idején a Szovjet Haditengerészet nagy szabású tengeralattjáró-flotta építésébe kezdett több mint 200 darabot állítva szolgálatba. Az Amerikai Haditengerészet válaszlépése különféle tengeralattjáró-elhárító berendezések és csapásmérő harceszközök kifejlesztése lett, melyek közül az egyik a Sea King helikopter. 1957-ben a Sikorsky elnyerte a Haditengerészet bármely napszakban bevethető, kétjáratú helikopter-beszerzésre kiírt pályázatát. Az új helikoptert fejlett tengeralattjáró-elhárító hadviselésben (anti-submarine warfare, ASW) alkalmazható rendszerekkel kellett felszerelni és képesnek kellett lennie kombinált, felszín alatti felderítő és csapásmérő feladatok ellátására, mely feladatokat korábban két típus látott el. Ezekben kulcsszerepet játszott a helikoptereknél újszerű repülőcsónakhoz hasonlító törzsalsórész, mellyel a vízfelszínre való leszállás vált lehetővé, valamint a két, akkoriban nagy teljesítményű gázturbina alkalmazása, mellyel nagyobb, nehezebb és jobban felszerelt helikopterré vált kortársainál.

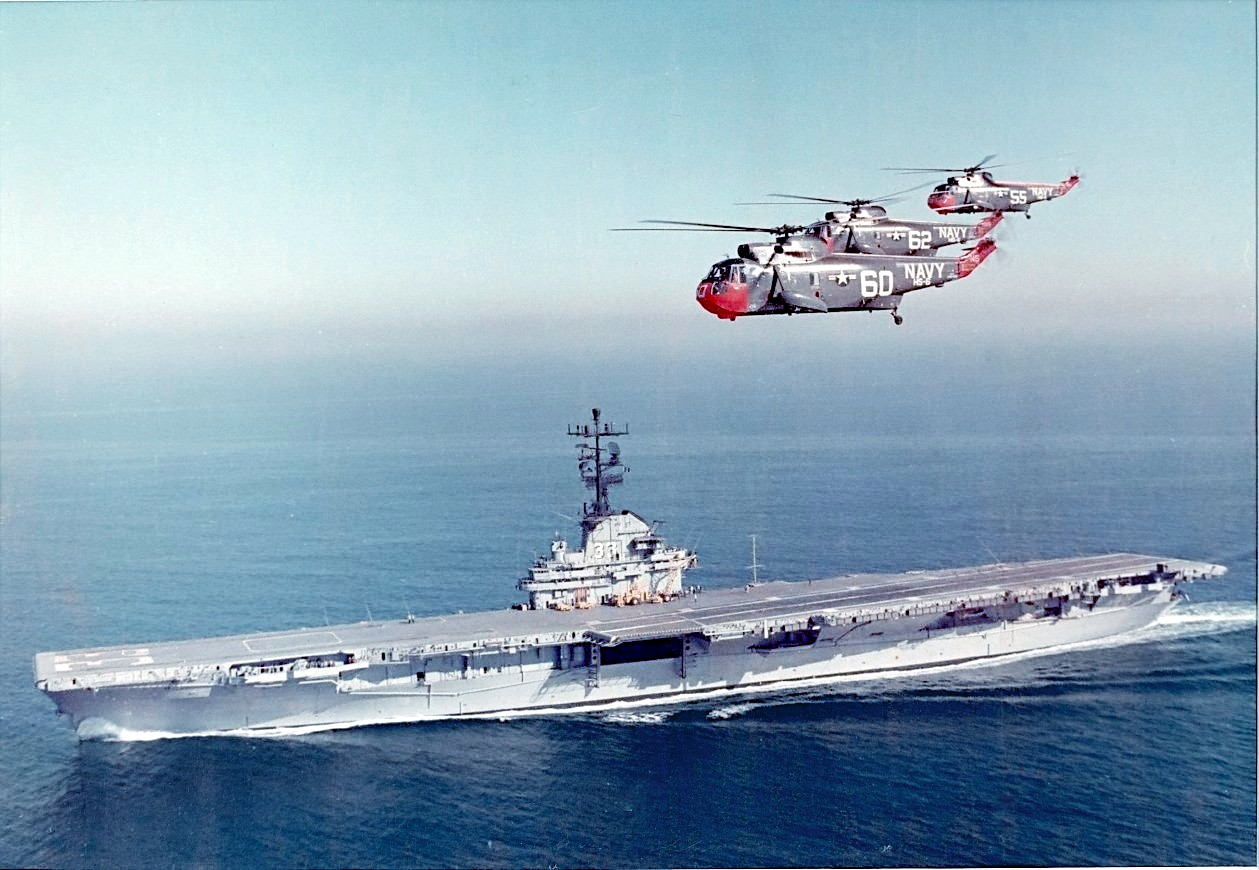
A HS–6 század SH–3A-i a USS Kearsarge felett az 1960-as évek elején

Az első prototípus 1959 márciusában szállt fel először. A repülőgéphordozó-fedélzeti próbákat a USS Lake Champlain fedélzetén hajtották végre, melyek 1961 közepén fejeződtek be. A sorozatgyártott HSS–2 példányokat (csak később, 1963 után kapta az SH–3A típusjelet) a Haditengerészet 1961 szeptemberétől kezdte átvenni. Ezek az első sorozatok mindegyike a General Electric T58 gázturbináival lettek felszerelve.
A Sikorsky a polgári piacon is meg kívánta jelentetni a típust, ezért a katonai változattal párhuzamosan erre a szegmensre is fejlesztett változatokat, melyek típusjelzése a gyári jelet, a Sikorsky S–61L kapták. Az első üzemeltető a Los Angeles Airways légitársaság lett, ahol 1962. március 11-én állt szolgálatba. Egy másik változat is kifejlesztésre került S–61R jelzéssel, melynek hagyományos kialakítású törzs-alsórésze volt, noha ugyanúgy képessé tették vízfelszínre leszállni. Ezt a változatot elsősorban szállító és kutató-mentő feladatokra fejlesztették ki, mely feladatkörben az Amerikai Légierő és a Parti Őrség is alkalmazta.
1961 végén, 1962 elején egy módosított haditengerészeti HSS–2 Sea King-et használtak több FAI rekord megdöntésére. Ilyen volt a 3 km-es, a 100 km-es, az 500 km-es és az 1000 km-es helikopteres sebességi rekord. Ezeket a repüléseket tetőzte be az 1962. február 5-i repülés, mely során abszolút sebességi rekordot állított fel 338,92 km/h-s (210,6 mph) sebességével. Ezt csak másfél évvel később egy szintén módosított Super Frelon helikopter döntötte meg 1963. július 23-án 350,35 km/h-s (217,7 mph) végsebességével.

### Későbbi fejlesztések
A 21. század elején, az amerikai szolgálatának leépítése ellenére is, több más ország vásárol a volt amerikai katonai helikopterekből, melyeken nagyjavítást hajtanak végre. Ilyenek Egyiptom és India, melyek öregedő helikopterflottájukban játszanak szerepet. Miután a Sikorsky az 1970-es években befejezte a típus gyártását, még 2009-ben is közel 600 darab Sea King üzemelt, melyek korszerűsítése folyamatos fejlesztőmunkát biztosít.